# Peperomia argyreia
Peperomia argyreia är en pepparväxtart som först beskrevs av Friedrich Anton Wilhelm Miquel, och fick sitt nu gällande namn av E. Morr.. Peperomia argyreia ingår i släktet peperomior, och familjen pepparväxter. Inga underarter finns listade i Catalogue of Life.